# Orimarga hypopygialis
Orimarga hypopygialis är en tvåvingeart som beskrevs av Alexander 1935. Orimarga hypopygialis ingår i släktet Orimarga och familjen småharkrankar. Inga underarter finns listade i Catalogue of Life.